# كجي أورن
كجي أورن (بالتركية: Keçiören)‏ هي بلدة ومُديريَّة تقع في ولاية أنقرة بتركيا. تصل مساحتها إلى 189.9 كم²، وترتفع عن سطح البحر حوالي 850 م.